# Sarom (Israel)

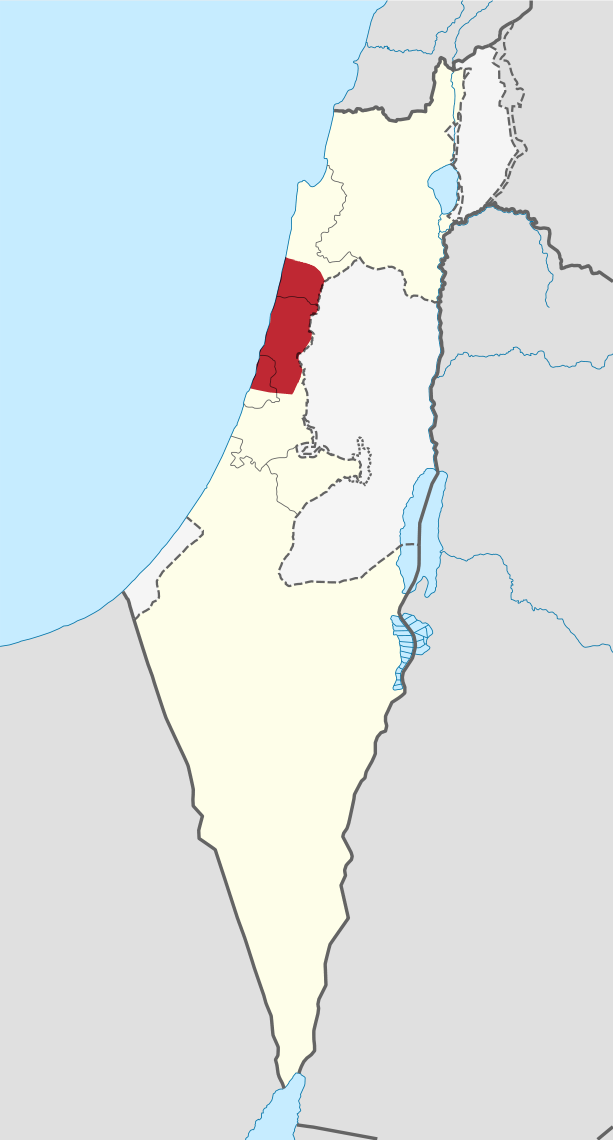
Localização da planície de Sharon, no noroeste de Israel.

Sarom, Sharon  ou Sarona (em hebraico: שָׁרוֹן‎‎) é a metade norte da planície costeira de Israel, norte de Gush Dan, e sua maior cidade é Netanya. As outras maiores cidades nesta região são Ra'anana, Ramat Hasharon e Kfar Sava.
Esta planície situa-se entre o Mar Mediterrâneo a oeste e as colinas de Samaria, a 15 km a leste. Ela se estende a partir de Haifa e do Monte Carmelo, no norte do rio Jarcom no sul, na orla da cidade atual de Tel Aviv, cerca de 90 km. Partes da planície estão incluídos em Haifa, no Centro e nos Distritos de Israel em Tel Aviv. 
A planície de Sarom é mencionada na Bíblia (1 Crônicas 5:16, 1 Crônicas 27:29; Isaías 33:9, Isaías 35:2, Isaías 65:10, Atos 9:35), incluindo a famosa referência à enigmática "Rosa de Sarom" e "Lírio dos Vales" (Cântico 2:1). Nos tempos antigos, a planície foi particularmente fértil e populosa. 
Até o século XIX, a região era coberta pela Floresta de Sharon, uma floresta aberta dominada pelo carvalho do Monte Tabor (Quercus ithaburensis), que se estendia de Kfar Yona, no Distrito Central de Israel, ao norte, até Ra'anana, ao sul. Em árabe, a região era chamada al-Ghāba. Os habitantes árabes locais tradicionalmente usavam a área para pastagem, lenha e cultivo intermitente. A intensificação da colonização e da agricultura na planície costeira durante o século XIX levou ao desmatamento e à degradação ambiental subsequente, conhecida pela fontes hebraicas. 
Antes de 1948, na Palestina Mandatária, a região era subordinada ao Subdistrito de Jaffa  e ao Subdistrito de Tulkarm.
Historicamente, embora algumas partes da planície de Sharon fossem muito férteis, a maior parte era pantanosa e malárica, condição exacerbada pelo intenso desmatamento ocorrido durante o Império Otomano. Colonos sionistas chegaram à região no início do século XX e lá constituíram numerosos assentamentos.
Em 1945, o Subdistrito de Jaffa  tinha uma população de 373.800 habitantes, sendo 71% judeus e 29% palestinos muçulmanos e cristãos. O subdistrito de Tulkarm tinha uma população de 86.120 habitantes, sendo 17% de residentes judeus e 83% palestinos muçulmanos e cristãos. Durante a Guerra Árabe-Israelense de 1948, a população árabe da região deixou a região ou foi expulsa, desaparecendo quase que totalmente. Os eventos da Nakba fizeram com que a maioria das localidades árabes em Sharon fosse despovoada e fisicamente apagada. 
No final de 2007, era a região mais densamente povoada de Israel, com 1.131.600 habitantes, sendo 965.300  (85,3%) deles  judeus, e 166.300 (14,6%) árabes.